# Tea Stjärne

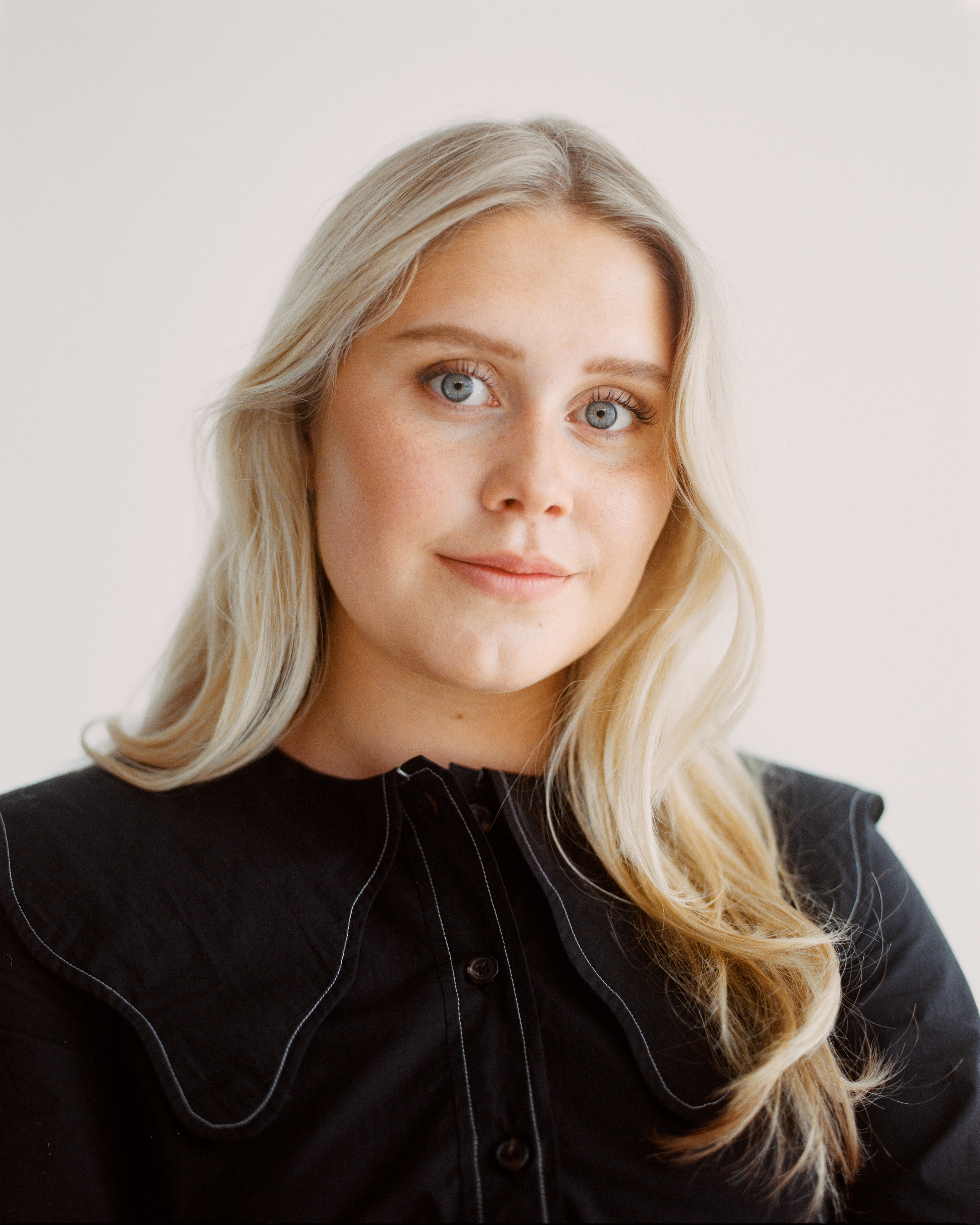
Tea Stjärne, 2023

Tea Aurora Inez Jacobsdotter Stjärne (* 31. Juli 2001 in Stockholm) ist eine schwedische Schauspielerin und Synchronsprecherin.

## Leben und Karriere
Tea Stjärne wurde am 31. Juli 2001 in Stockholm geboren. Sie ist die Tochter von Karin Stjärne Lindström und Jacob Stjärne und die Nichte von Hanna Stjärne. Ihr Debüt gab sie 2010 in der Fernsehserie Godare än glass. Zudem war sie in Mimmi och Mojje på camping zu sehen. 2011 nahm Stjärne an der Sendung Tjuvarnas jul teil. 2023 spielte sie in der Netflixserie Barracuda Queens die Hauptrolle.

## Filmografie
Filme
- 2014: Tjuvarnas jul – Trollkarlens dotter
- 2018: Sune vs Sune
- 2019: Sune – Best man
- 2021: Sune – Uppdrag midsommar

Serien
- 2010: Godare än glass
- 2011: Tjuvarnas jul
- seit 2023: Barracuda Queens

## Sprechrollen (Auswahl)
- 2011–2015: Jessie (Zuri)
- 2014: Bamse – Der liebste und stärkste Bär der Welt (Nalle-Maja)
- 2011–2015: Camp Kikiwaka (Zuri)
- 2016: Bamse och häxans dotter (Nalle-Maja)
- 2018: Bamse och dunderklockan (Nalle-Maja)